# Långsjön (Stora Tuna socken, Dalarna, 669953-148392)
Långsjön är en sjö i Borlänge kommun i Dalarna och ingår i Dalälvens huvudavrinningsområde. Sjön är 20,4 meter djup, har en yta på 0,157 kvadratkilometer och befinner sig 136,6 meter över havet.

## Delavrinningsområde
Långsjön ingår i det delavrinningsområde (669919-148181) som SMHI kallar för Ovan Norån. Medelhöjden är 179 meter över havet och ytan är 31,91 kvadratkilometer. Räknas de 44 avrinningsområdena uppströms in blir den ackumulerade arean 328,54 kvadratkilometer. Tunaån (Flokån) som avvattnar avrinningsområdet har biflödesordning 2, vilket innebär att vattnet flödar genom totalt 2 vattendrag innan det når havet efter 207 kilometer. Avrinningsområdet består mestadels av skog (41 procent), öppen mark (14 procent) och jordbruk (42 procent). Avrinningsområdet har 0,16 kvadratkilometer vattenytor vilket ger det en sjöprocent på 0,5 procent.